# Dieta de Augsburgo

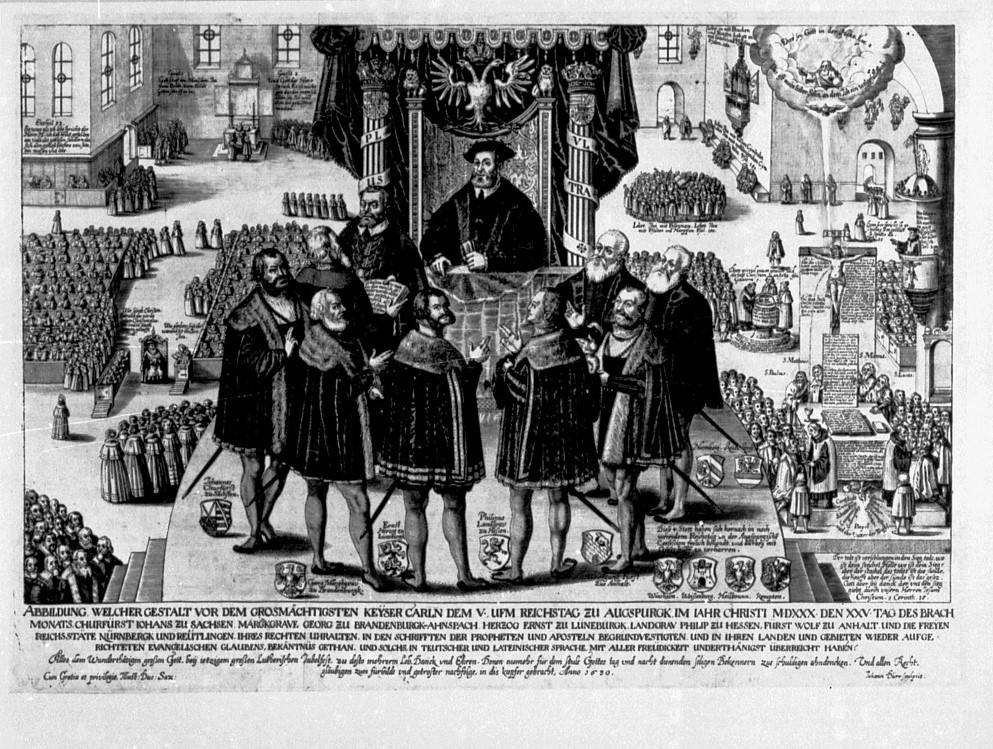
Carlos V recibe la Confessio Augustana o Confesión de Augsburgo en la sesión del 25 de junio de 1530.

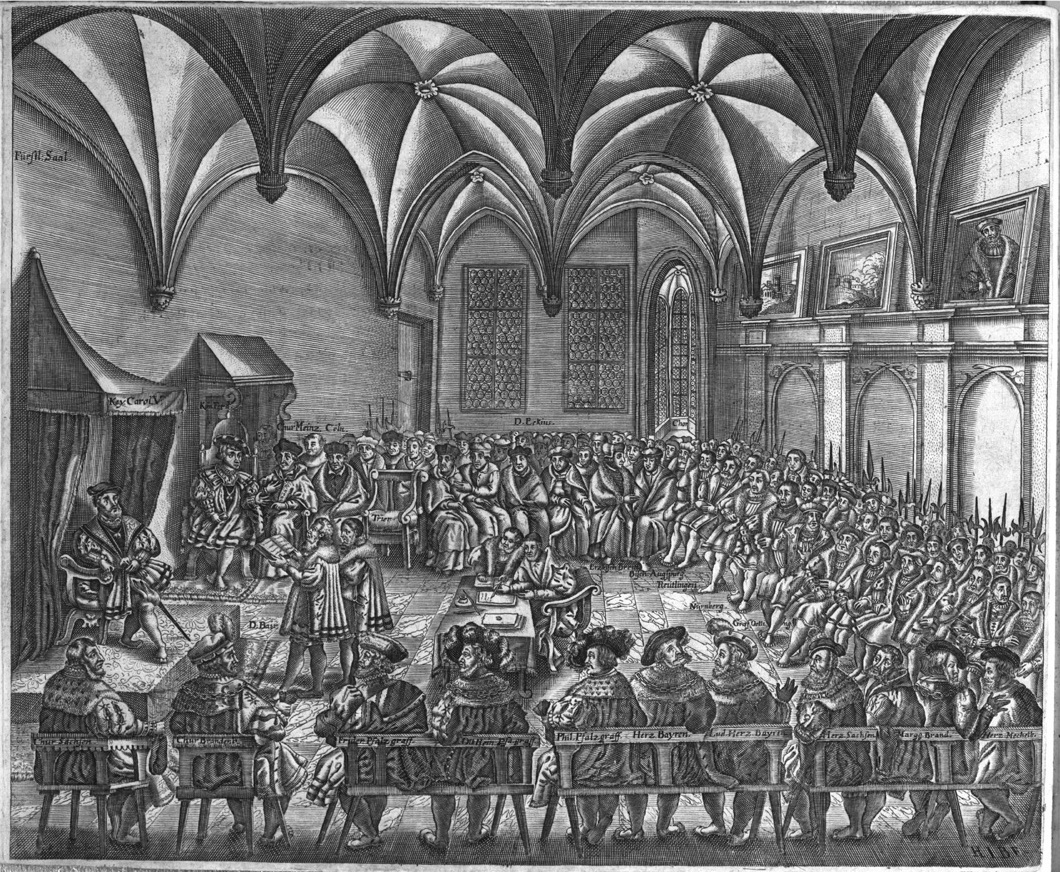
El canciller sajón Christian Beyer lee la Confesión de Augsburgo en presencia del emperador Carlos V en 1530.

La Dieta de Augsburgo  es el nombre con el que se conocen las reuniones de la Dieta Imperial o Reichstag del Sacro Imperio Romano Germánico en la ciudad alemana de Augsburgo.
Hubo muchas sesiones, desde el año 952 hasta 1582; pero las más importantes fueron las que se celebraron en los años centrales del siglo XVI, el periodo culminante de la Reforma protestante y las guerras religiosas entre católicos y protestantes.
Tras la Dieta de Worms de 1521, donde el emperador Carlos V había pretendido acabar con Lutero mediante el edicto de Worms, hubo otras reuniones de la Dieta en Núremberg y Espira (donde la Protesta de los luteranos dio origen a la denominación "protestante").

## Dieta de Augsburgo de 1530
Con la sesión de Augsburgo de 1530 se intentaba calmar las crecientes tensiones entre católicos y protestantes, que presentaron al emperador la Confessio Augustana ("Confesión de Augsburgo", 25 de junio de 1530), un documento central para el luteranismo. Un equipo de teólogos católicos realizó una refutación denominada Confutatio Pontificia (3 de agosto de 1530), que fue respondida por Melanchton con la Apología de la Confesión de Augsburgo (abril-septiembre de 1530).

## Dieta de Augsburgo de 1547-1548
Tras su victoria en la batalla de Mühlberg sobre la liga de Esmalcalda, se convocó la sesión 1547/48, denominada geharnischter Reichstag ("Dieta enérgica o encorazada"), por realizarse bajo la presión de los ejércitos imperiales apostados en los alrededores. Allí se proclamó el Interim de Augsburgo, un decreto imperial que pretendía solucionar el problema religioso con algunas concesiones a los protestantes, pero haciendo prevalecer los criterios de Carlos V, incluso contra la opinión del Papa.

## Dieta de Augsburgo de 1555
El Interim, en su intento de dar prioridad al catolicismo, fue rechazado por muchos príncipes luteranos, que reactivaron la guerra en 1552 ("Guerra de los Príncipes"). En esta ocasión la guerra les fue favorable, obteniendo el reconocimiento de sus pretensiones en la Paz de Passau (1552) y en la nueva sesión de la Dieta que tuvo lugar en Augsburgo en 1555, y que se sustanció en la denominada Paz de Augsburgo. El tratado reconocía tanto "la vieja religión" como "la Confessio Augustana", estableciendo el principio Cuius regio, eius religio ("a tal rey, tal religión"), que daba a cada príncipe el poder de decidir (entre esas dos, con exclusión de cualquier otra, como la calvinista) la religión de sus súbditos, con algunas excepciones (Declaratio Ferdinandei y Reservatum ecclesiasticum). Algunas cuestiones quedaron todavía pendientes hasta la Guerra de los Treinta Años (1618-1648).

## Dieta de Augsburgo de 1566
La sesión de 1566 de la Dieta de Augsburgo dio validez a los decretos del Concilio de Trento para los Estados católicos de Alemania.